# Јашчов
Јашчов (пољ. Jaszczów) је село у Пољској. Налази се у војводству Лублин, у Ленчињском повјату (łęczyński), у општини Милејов (Milejów).
Кроз Јашчов пролази река Вепш.
У селу се налазе две продавнице (од тога једна је самоуслуга), агротуристичко домаћинство, гасна станица, болница, млин који више не ради, као и школа. На реци Вјепж, поред школе, налази се плажа. Железничка станица је од центра села удаљена око 1,5 km. Кроз село пролази и важан друмски пут Лублин - Хелм - Дорохуск - Кијев.
У селу је рођен пољски фудбалер ‎Гжегож Броновицки.